# Frozen II
Frozen II és una pel·lícula estatunidenca d'animació per ordinador produïda per Walt Disney Animation Studios i estrenada el 2019. És una pel·lícula musical i de fantasia, seqüela de Frozen: El regne del gel. Continuen com a directors Chris Buck i Jennifer Lee. Es va estrenar el 22 de novembre del 2019 i ha estat doblada al català. Ha rebut crítiques majoritàriament positives, que n'han lloat l'animació, la banda sonora, els efectes visuals i les interpretacions, però no se n'ha valorat tan bé l'argument enrevessat, alguns fragments de la trama i el to més fosc.

## Argument
El regne d'Arendelle torna a estar en perill i només l'Elsa, que ara n'és la reina, pot provar de salvar-lo. Seguint una crida misteriosa, l'Elsa, la seva germana Anna, en Kristoff, el ninot de neu Olaf i el ren Sven comencen un viatge que els portarà a travessar el bosc encantat i mirar d'esbrinar l'origen dels poders de l'Elsa.